# Видомля (Каменецкий район)
Видомля (бел. Ві́дамля) — агрогородок в Каменецком районе Брестской области Белоруссии. Административный центр Видомлянского сельсовета.

## География
Расположен в 8 км на юг от Каменца, в 24 км на юг от Бреста, в 25икм на юго-запад от железнодорожной станции Жабинка на линии Брест — Барановичи, на пересечении автодорог Брест — Каменюки (Р-83) и Слоним — Высокое (Р-85).
Ближайшие населённые пункты Велика Малая, Грушевка, Лашевичи и др.

## История
- XVII век: деревня в Брестском уезде Брестского воеводства ВКЛ, упоминается в документах под 1646 годом.
- 1795: после 3-го раздела Речи Посполитой в составе Российской империи.
- XIX век: деревня и одноименное имение в Брестском уезде Гродненской губернии.
- 1850: в составе Турнянской волости Брестского уезда.
- 1857: согласно 10-й ревизии деревня, 283 ревизские души, в составе имения Чернавчицы, собственность Грабовских.
- 1885: в деревне 34 дворов, 357 жителей, школа, карчма, рядом одноименное имение помещика Михаила Грабовского, 829 десятин земли.
- 1905: 567 жителей (деревня Видомле)[3].
- 1921: деревня в составе Турнянской гмины Брестского уезда Полесского воеводства межвоенной Польши.
- 1923: 40 дворов, 198 жителей.
- 1939: в составе Брестской области БССР.
- 1940: в составе Видомлянского сельсовета Каменецкого района Брестской области, в деревне 70 дворов, 352 жителей. В состав сельсовета входили 14 деревень и 6 хуторов, действовали колхоз имени Молотова (32 хозяйства), 7 начальных школ, 6 ветряных мельниц, сельпо, кирпичный завод.
- Июнь 1944: деревня (87 дворов) уничтожена немецкими захватчиками.
- 1948: в 7-летней школе 66 учеников.
- 1950: деревня — центр колхоза «Кастрычнік» («Октябрь»), организованного на базе мелких хозяйств.
- 1960: 317 жителей.
- 1970: 409 жителей.

В 2008 году деревня Видомля преобразована в агрогородок.

## Население

### Численность
- 2009 год — 927 жителей

### Динамика
- 1996 год — 1 037 жителей, 305 дворов[4]
- 1999 год — 914 жителей (перепись населения)
- 2005 год — 861 жителей, 328 дворов[5]
- 2009 год — 927 жителей (перепись населения)[3]

## Инфраструктура
Средняя школа, Дом культуры, библиотека, отделение связи, детский сад, кафе, отделение «Беларусбанк», амбулатория, торговые объекты. 

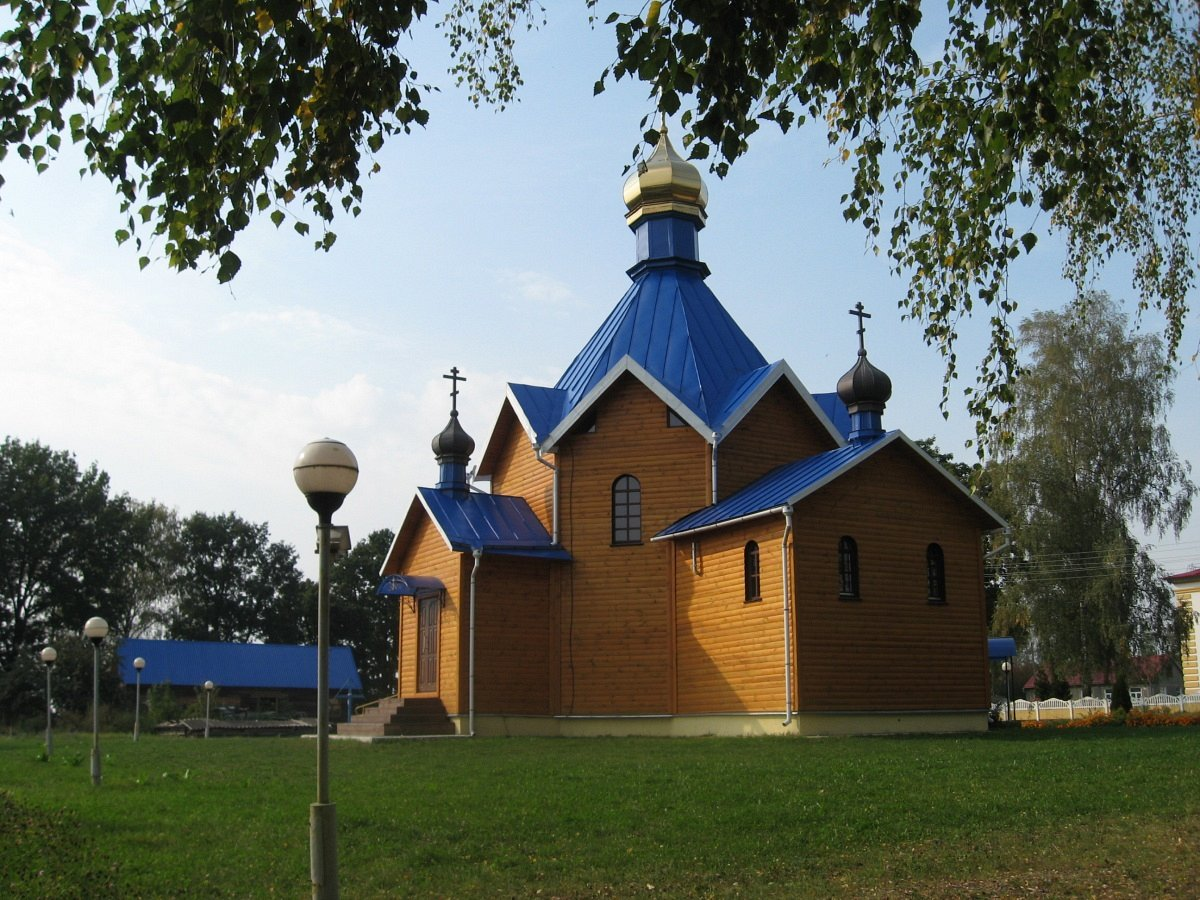
Церковь

## Экономика
- Центр ОАО «Видомлянское».

## Культура
- Дом культуры
- Музей ГУО "Видомлянская средняя школа имени Ф. П. Хохрякова"

## Достопримечательность
- Покровская церковь
- Придорожный крест
- Рекреационно-обучающая площадка «Лаборатория Солнца»

### Памятник, скульптура
- Мемориальная доска в честь 60-летия освобождения Беларуси от немецко-фашистских захватчиков[6]

### Жанровая скульптура, арт-объекты
- Женщина с шаром